# The Long Run (Eagles)
The Long Run is het zesde studioalbum van de Amerikaanse rockband Eagles. Het album werd op 24 september 1979 uitgebracht op het label Asylum Records in de VS en in het Verenigd Koninkrijk. Dit is het eerste album waar in plaats van medeoprichter van de band, Randy Meisner, Timothy B. Schmit te horen is. Het is tevens het laatste album van de Eagles voordat ze in 1980 uit elkaar gingen. Uiteindelijk is er in 2007 nog een vervolg album gekomen met de naam Long Road Out of Eden.

## Tracklisting
| Nr. | Titel                | Schrijver(s)                    | Lead vocals       | Duur |
| --- | -------------------- | ------------------------------- | ----------------- | ---- |
| 1.  | The Long Run         | Don Henley, Glenn Frey          | Don Henley        | 3:42 |
| 2.  | I Can't Tell You Why | Timothy B. Schmit, Henley, Frey | Timothy B. Schmit | 4:56 |
| 3.  | In the City          | Joe Walsh, Barry De Vorzon      | Joe Walsh         | 3:46 |
| 4.  | The Disco Strangler  | Don Felder, Henley, Frey        | Henley            | 2:46 |
| 5.  | King of Hollywood    | Henley, Frey                    | Henley, Frey      | 6:27 |

| Nr. | Titel                           | Schrijver(s)                          | Lead vocals  | Duur |
| --- | ------------------------------- | ------------------------------------- | ------------ | ---- |
| 6.  | Heartache Tonight               | Henley, Frey, Bob Seger, J.D. Souther | Frey         | 4:27 |
| 7.  | Those Shoes                     | Felder, Henley, Frey                  | Henley       | 4:57 |
| 8.  | Teenage Jail                    | Henley, Frey, Souther                 | Frey, Henley | 3:44 |
| 9.  | The Greeks Don't Want No Freaks | Henley, Frey                          | Henley       | 2:21 |
| 10. | The Sad Café                    | Henley, Frey, Walsh, Souther          | Henley       | 5:35 |